# تب (ترانه آدام لمبرت)
«تب» (به انگلیسی: Fever) یک تک‌آهنگ از آدام لمبرت است که در ۱۷ سپتامبر ۲۰۱۰ منتشر شد.